# Джулай
Джулай (на английски: July – юли), или Джулай Морнинг (July Morning – Юлско утро), е традиция в България, свързана с хипи движението, за посрещане на изгрева на 1 юли. Посрещането на първото слънце за юли символизира посрещането на лятото, с което и на ново начало и очакване на по-добро бъдеще.
Името на празника се свързва с известната песен July Morning на английската рок-група „Юрая Хийп“ от 1971 г. На всеки 30 юни срещу 1 юли много хора се събират по българското Черноморие, за да посрещнат заедно изгрева на Слънцето. Ритуалът е вдъхновен от текста на песента.
Въпреки че обичаят е повлиян от световното хипи движение от 1960-те и 1970-те години, той продължава да съществува в България.

## История на празника
Джулаят е самобитен за България поради естеството на неговото възникване, като не се наблюдава в други страни в Европа и по света.
Възниква като хипи празник във Варна през 1985 г. (според други източници 1980 г.), когато за пръв път група младежи с китари се събират на вълнолома, свирят, пеят и посрещат първото юлско слънце. Продължават да го правят всяка следваща година. По-късно през годините празнуването се премества в село Варвара, община Царево. До момента продължава да се празнува всяка година. През периода 2007 – 2015 г. се отбелязва с участието на Джон Лоутън, на най-източния бряг – скалите при село Камен бряг, където Слънцето първо огрява България.
Твърди се, че е възникнал като протест срещу комунистическата власт, изразен в значението и внушението на едноименната песен на „Юрая Хийп“. След падането на комунистическия режим в страната празникът продължава да съществува, но липсата на първоизточника за протест променя с времето основната идея на първото хипи движение в България.
Някои твърдят, че идеята вече е загубила своето първоначално значение, както и че по-младите хора не са непременно запознати с условията, при които е възникнал този празник или дори кой е авторът на песента. Въпреки това въодушевлението от първите сутрешни лъчи, като символ на зараждащия се живот, е все още основна причина хората да го честват.
Поради прекаленото посещение след промените от 1989 г. на хора, които са далеч от хипарската идея, група от т. нар. „стари хипари“ решават да започнат да честват „ивнинга“ (вечерта – от July Evening), като се събират в с. Варвара на 30 юни.
Представата за Джулая е запазена и днес. Според някои той има смисъл на бягство от града и от цивилизацията, на протест срещу собственото Аз и пълно освобождаване на личността от оковите на големия град.

## Честване в страната
След Варна посрещането на изгрева на 1 юли се разпространява и по други места по българското Черноморие, като се отдалечава от връзката с хипи движението. Отбелязва се също и във вътрешността на страната. С течение на времето Джулай морнинг добива все по-широка популярност сред младите.
Местата, на които се чества, са вече не само по черноморското крайбрежие, но и в повечето големи населени места на страната. Особено популярни са бреговете на реки и всякакви водни басейни, хълмисти местности с възможно най-широка видимост на терена, както и всяко възвишение около големите градове.
От 2004 година вокалът на „Юрая Хийп“ Джон Лоутън изпълнява „July Morning“ на концертите в Каварна – Калиакра Рок Фест, които се провеждат на зазоряване на 1 юли. Фестивалът се мести на брега на Дунава в Тутракан и там през 2018 г. Лоутън пее за последно, посрещайки слънцето.